# Verolanuova
Verolanuova é uma comuna italiana da região da Lombardia, província de Bréscia, com cerca de 7.529 habitantes. Estende-se por uma área de 25 km², tendo uma densidade populacional de 301 hab/km². Faz fronteira com Bassano Bresciano, Borgo San Giacomo, Manerbio, Offlaga, Pontevico, San Paolo, Verolavecchia.

## Demografia
| Variação demográfica do município entre 1861 e 2011                               |
|                                                                                   |
| Fonte: Istituto Nazionale di Statistica (ISTAT) - Elaboração gráfica da Wikipedia |